# NuGet
NuGet est le gestionnaire de paquets de la plate forme de développement Microsoft .NET. C'est un logiciel libre et open source principalement développé par Microsoft.
Il est distribué  sous forme d'extension des environnements de développement Visual Studio, SharpDevelop et Visual Studio Code. Il vise à simplifier le processus d'intégration de bibliothèques externes à une application développée dans .NET en automatisant certaines tâches répétitives : télécharger et installer une bibliothèque, modifier les paramètres de configuration, et répéter la même opération pour les autres bibliothèques auxquelles la première fait appel.

## Galerie NuGet
La galerie Nuget (nuget.org) est le dépôt de paquets central utilisé par tous les auteurs et consommateurs de paquets.